# وارن إتش هايز
وارن إتش هايز (بالإنجليزية: Warren H. Hayes)‏ هو مهندس معماري أمريكي، ولد في 22 أغسطس 1847 في Prattsburgh, New York ‏ في الولايات المتحدة، وتوفي في 1899.